# Прети (Потенца)
Прети (итал. Preti) је насеље у Италији у округу Потенца, региону Базиликата.
Према процени из 2011. у насељу је живело 140 становника. Насеље се налази на надморској висини од 793 м.